# Patrick Debucke
Patrick Debucke (Gent, 24 oktober 1957) is een Belgisch voormalig kajakker.

## Levensloop
Debucke vertegenwoordigde België op de Olympische Zomerspelen van 1984 te Los Angeles. Op 11 augustus behaalde hij er met zijn ploegmaat Patrick Hanssens een negende plaats in de A-finale van het nummer K-2 1000 meter. Tevens nam het duo er deel aan de K2 500 meter.
Hij was lid van de Koninklijke Cano Club Gent.